# Oak Forest
Oak Forest é uma cidade localizada no estado americano de Illinois, no Condado de Cook.

## Demografia
Segundo o censo americano de 2000, a sua população era de 28.051 habitantes.
Em 2006, foi estimada uma população de 27.970, um decréscimo de 81 (-0.3%).

## Geografia
De acordo com o United States Census Bureau tem uma área de 14,7 km², dos quais 14,6 km² cobertos por terra e 0,1 km² cobertos por água.

## Localidades na vizinhança
O diagrama seguinte representa as localidades num raio de 8 km ao redor de Oak Forest.